# Guntram Altnöder
Guntram Altnöder (* 4. Februar 1936 in Leipzig; † 17. April 2005 in Kiel) war ein deutscher Musikerzieher und Chorleiter. Er gründete den Kieler Knabenchor, den er bis zu seiner Pensionierung leitete.

## Wirken
Guntram Altnöder studierte in seiner Heimatstadt Leipzig sowie an der Hochschule für Musik in München. Anschließend wurde er Musikerzieher und Chorleiter bei den Regensburger Domspatzen. 1968 ging er nach Kiel und gründete an der Kieler Förde, dem Vorschlag der Stadt folgend, den Kieler Knabenchor.
Ab 1968 unternahm er mit dem Chor Konzertreisen in viele Länder. Ab 1979 leitete er auch am Ernst-Barlach-Gymnasium Kiel den Musikzweig. 1998 trat er in den Ruhestand.

## Ehrungen
- Bundesverdienstkreuz am Bande (29. Juni 1984)[1]
- Andreas-Gayk-Medaille (1996)

## Diskografie
- „Tonis Spielmusik“, Klavierstücke für Kinder komponiert von berühmten Komponisten, nord ton 2002